# Toussaint rouge
La Toussaint rouge, parfois appelée Toussaint sanglante, est le nom donné en France à la journée du 1er novembre 1954, durant laquelle le Front de libération nationale (FLN) manifeste pour la première fois son existence en commettant une série d'attentats en plusieurs endroits du territoire algérien, à l'époque sous administration française. Cette journée est rétrospectivement considérée comme le début de la guerre d'Algérie (1954-1962) et elle est devenue une fête nationale en Algérie.
La formule fait référence à la Toussaint (littéralement : fête de tous les saints), dont la date est le 1er novembre, à laquelle une signification funèbre est souvent attribuée par confusion avec le jour des morts (2 novembre).

## Contexte historique

### L'Algérie du statut de 1947
En 1954, le territoire de l'Algérie est considéré comme partie intégrante de la République française (et non pas une partie de l'Union française). La population de l'Algérie est divisée en deux catégories principales : les citoyens appartenant au premier collège électoral (dits « Français d'Algérie », « Européens », « pieds-noirs ») ; les citoyens appartenant au deuxième collège (dits « musulmans » ; « indigènes » jusqu'en 1947), les deux collèges d'un million d'Européens d'une part et de huit millions d'Algériens d'autre part élisent le même nombre de représentants. D'autres inégalités existent, concernant notamment la scolarisation (même primaire), la Sécurité sociale, les normes salariales, etc.

### Les origines du FLN
Au début des années 1950, il existe plusieurs mouvements nationalistes, autour de Messali Hadj (MTLD), de Ferhat Abbas (UDMA) et des Oulémas. Un certain nombre de problèmes (fraude électorale dans le deuxième collège notamment, paupérisation de la population rurale, etc.) amène une radicalisation dans les années 1946-1954, marquée par la création de l'Organisation spéciale, branche clandestine du MTLD, démantelée en 1950.
Au début des années 1950, le MTLD subit une crise : la division entre « messalistes » et « centralistes » ; ceux-ci font sécession en juillet-août 1954. Mais dès mars 1954, un groupe de militants autour de Mohammed Boudiaf, responsable du MTLD en métropole, fonde le Comité révolutionnaire pour l'unité et l'action (CRUA), unitaire, mais dans l'ensemble plus proche des centralistes que des messalistes.
Durant l'été 1954, le CRUA obtient le ralliement de Belkacem Krim, qui mène depuis 1947 une rébellion en Kabylie. Une direction de six membres est alors mise en place : Mohamed Boudiaf, Larbi Ben M'hidi (responsable de l'Oranais), Mostefa Ben Boulaid (Aurès), Rabah Bitat (Algérois), Mourad Didouche (Constantinois) et Belkacem Krim (Kabylie). Puis des pourparlers ont lieu avec la délégation du MTLD au Caire (Khider, Aït Ahmed, Ben Bella) qui acceptent de se rallier au CRUA.
En octobre 1954, celui-ci est dissous et remplacé par le Front de libération nationale, dirigé par les neuf « chefs historiques », avec deux axes fondamentaux : passage à la lutte armée ; objectif de l'indépendance. Pour se signaler de façon spectaculaire et en quelque sorte irrémédiable, il est décidé de commencer par une opération de grande envergure : des attaques nombreuses, sur l'ensemble du territoire, en un laps de temps minimal. En ce qui concerne la date du lancement de la Révolution algérienne, il s'agissait de lui fixer une date historique. Le 15 étant trop proche et le 25 n’ayant pas de poids particulier selon Didouche Mourad, le 1er novembre est proposé. Objection d'un participant à la réunion : pour les Chrétiens, c'est la fête des morts. Réplique de Didouche Mourad : « Non, la fête des morts, c'est le 2, le 1er, c'est la Toussaint. ».

### Les moyens du FLN en 1954
L'armement est fourni par ce qui reste des armes de l'Organisation spéciale, branche armée clandestine du MTLD dans les années 1946-1950, à laquelle ont participé, notamment, Hocine Aït Ahmed et Ahmed Ben Bella. Après le démantèlement de l'OS en 1950, il subsiste cependant quelques caches qui vont être utilisées.

### Le contexte international
À ce moment, le monde est globalement sur la voie de la décolonisation, notamment, en ce qui concerne la France, en Indochine (défaite de Dien Bien Phu, accords de Genève), en Tunisie et au Maroc.
Dans le monde arabo-musulman, c'est la période de l'affirmation nationaliste de l'Égypte de Nasser au pouvoir depuis 1952.

## La journée du1ernovembre 1954

### Les opérations insurrectionnelles
Soixante-dix attentats ont lieu en une trentaine de points du territoire algérien ; mais la densité est nettement plus forte dans l'Aurès et en Kabylie que dans les autres régions.

#### Zone 1 (Aurès, Mostefa Ben Boulaïd)
Des attaques ont lieu contre des bâtiments militaires à Biskra, Batna et Khenchela, les deux dernières occasionnant quatre morts de soldats français.
L'attentat des gorges de Tighanimine
Les victimes européennes les plus souvent citées sont un couple d'instituteurs, Jeanine et Guy Monnerot (d), mariés depuis deux mois, arrivés depuis une semaine de métropole pour enseigner volontairement à Tifelfel, localité du douar de Ghassira. Seuls Européens parmi les passagers, le 1er novembre, ils se trouvent, avec le caïd du douar M'Chouneche, Hadj Sadok, et des paysans se rendant au marché, dans l'autocar de la ligne Biskra-Arris, qui est arrêté vers 7 h du matin dans les gorges de Tighanimine par un groupe d'insurgés.
Dans son livre La Guerre d'Algérie, Yves Courrière fait de cet épisode le récit suivant :
- le groupe de l'ALN est dirigé par Bachir Chihani (dit Si Messaoud, 1929-1955), dont le garde du corps, Mohammed Sbaïhi, est armé d'un pistolet-mitrailleur (mitraillette), les autres de fusils Mauser ou autres ;
- le caïd Hadj Sadok se rend à Arris pour rencontrer l'administrateur parce qu'il a reçu personnellement la proclamation du FLN, mais sa présence dans l'autocar n'est pas connue du commando, ni celle des deux Français[7] ;
- ces trois passagers doivent sortir du car, puis un dialogue assez court s'engage entre Chihani et Sadok, qui refuse de se soumettre, puis réussit à sortir un pistolet 6,35 ;
- c'est pour parer cette menace contre Chihani que Mohammed Sbaïhi tire une rafale qui atteint les trois personnes.

Le récit qu'en fait quant à lui Robert Aron est un peu différent. D'après lui, les hommes du groupe de rebelles, après avoir barré la route au car par une rangée de pierres et l'avoir fait s'arrêter sous la menace de leurs armes, en font descendre les époux Monnerot. Le caïd Hadj Sadok étant intervenu en les interpellant ainsi : « Vous n'avez pas honte. Ce sont des enfants, des instituteurs, ils viennent juste d'arriver chez nous pour notre bien […] » et ayant à l'esprit les consignes qu'on leur a données d'« exécuter les Européens qui font du mal au pays et les musulmans à leur dévotion », les fellaga abattent les trois personnes d'une rafale de mitraillette.
Après cela, Bachir Chihani fait repartir le car avec ses passagers et Hadj Sadok, qui n'est que blessé ; en revanche, les époux Monnerot, blessés, sont laissés au bord de la route. Ils sont secourus seulement vers midi par un groupe venu d'Arris sous les ordres de l'ethnologue Jean Servier, qui arrive alors que Guy Monnerot (d) est mort depuis peu.

#### Zone 5 (Oranie, Larbi Ben M'hidi)
Laurent François, 22 ans, tué par balle, le 31 octobre, à 23h30, devant la gendarmerie de Cassaigne, attaquée par un groupe de rebelles (Sidi Ali, près de Mostaganem).
Guy Monnerot est souvent cité comme la première victime de la guerre d'Algérie ; en réalité, Laurent François a été déclaré mort le 1er novembre à 1 h 30 du matin, faisant de lui chronologiquement le premier tué de la guerre d'Algérie, l'autocar des époux Monnerot n'ayant été attaqué qu'en milieu de matinée.
François Braun, garde forestier, fut tué le 4 novembre 1954, dans la maison forestière de la Mare-d’Eau, à St Lucien ; il était originaire de la commune de La Stidia (dénommée par la suite, Georges Clemenceau), et descendant de colons allemands, installés en 1846.

### Les victimes

#### Les morts
Musulmans
- Ben Hadj Sadok, 87 ans, caïd du douar M'Chouneche.
- Haroun Ahmed Ben Amar, agent de police.

Civils non-musulmans
- Georges-Samuel Azoulay, 28 ans, chauffeur de taxi à Oran[11]
- Laurent François, 22 ans, de Picard (près de Mostaganem). Sa famille était originaire de Moselle et d'Alsace et vivait en Algérie depuis au moins 1856[12]
- Guy Monnerot, 23 ans, instituteur, de Limoges[5],[4].

Militaires
- Pierre Audat, 21 ans, soldat appelé du 9e Régiment de Chasseurs, originaire de la région parisienne, à Batna.
- Eugène Cochet, 21 ans, brigadier-chef, appelé du 4e Régiment d'Artillerie, originaire du Maine et Loire, à Batna.
- André Markey, 21 ans, soldat appelé du 4e Régiment d'Artillerie, originaire d'Armbouts-Cappel (Nord), à Khenchela.
- Lieutenant Roland Darneau, 37 ans, officier à Khenchela[13].

#### Blessée
- Jeanine Monnerot, épouse de Guy Monnerot, institutrice[4].

### La proclamation du FLN
Un tract fait connaître la position de l'organisation ; le point essentiel est la proposition faite au gouvernement français de négocier les modalités des relations entre la France et l'Algérie après l'indépendance, exigence inconditionnelle du FLN. C'est le journaliste Mohamed El Aïchaoui (1929-1959) qui a écrit la déclaration du 1er novembre 1954 sous la dictée de Mohamed Boudiaf et de Didouche Mourad dans le magasin du tailleur et militant du Parti du peuple algérien (PPA), Aïssa Kechida, dans la casbah d'Alger.

## Les réactions

### Le gouvernement français

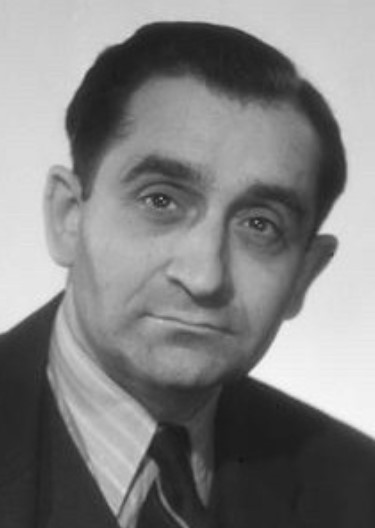
Pierre Mendès France, président du Conseil depuis le 18 juin 1954.

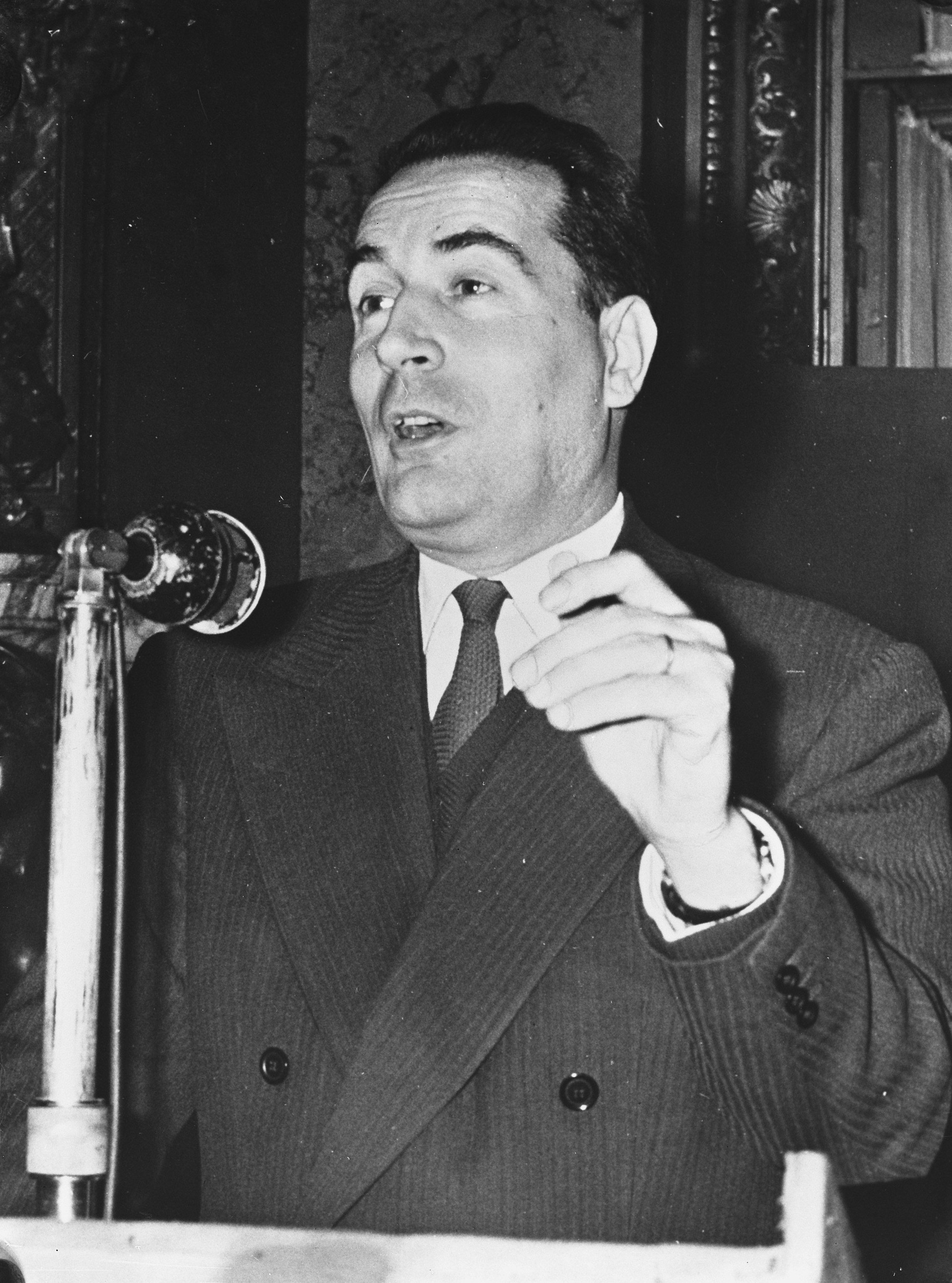
François Mitterrand, ministre de l'Intérieur depuis quatre mois quand l'insurrection éclate le 1er novembre 1954 et déclare le 7 novembre : « l'Algérie, c'est la France ! »

Dès le 5 novembre, le ministre de l'Intérieur, François Mitterrand, déclare à la commission de l'Intérieur : « La seule négociation, c'est la guerre » (bien que légalement, il ne s'agisse que de maintien de l'ordre) et le 7 : 

« L'Algérie, c'est la France et la France ne reconnaîtra pas chez elle d'autre autorité que la sienne. »

Le 12 novembre Pierre Mendès France, président du Conseil, confirme ce refus devant l'Assemblée nationale,,,, :

« Il n'y aura de la part du gouvernement ni hésitation, ni atermoiement, ni demi-mesure dans les dispositions qu'il prendra pour assurer la sécurité et le respect de la loi. Il n'y aura aucun ménagement contre la sédition, aucun compromis avec elle, chacun ici et là-bas doit le savoir. À la volonté criminelle de quelques hommes doit répondre une répression sans faiblesse car elle est sans injustice. On ne transige pas lorsqu'il s'agit de défendre la paix intérieure de la Nation, l'unité, l'intégrité de la République. Les départements d'Algérie constituent une partie de la République française. Ils sont Français depuis longtemps et d'une manière irrévocable. Leurs populations qui jouissent de la citoyenneté française et sont représentées au Parlement ont d'ailleurs donné dans la paix, comme autrefois dans la guerre, assez de preuves de leur attachement à la France pour que la France, à son tour, ne laisse pas mettre en cause cette unité. Entre elles et la métropole, il n'y a pas de sécession concevable. Jamais la France, aucun gouvernement, aucun Parlement français, quelles qu'en soient d'ailleurs les tendances particulières, ne cédera sur ce principe fondamental. J'affirme qu'aucune comparaison avec la Tunisie ou le Maroc n'est plus fausse, plus dangereuse. Ici c'est la France. »

### Les opinions publiques
Dans l'ensemble, l'opération menée par le FLN, qui n'est alors qu'un groupe inconnu, est soit condamnée par les partisans du statu quo (l'Écho d'Alger), soit désapprouvée en raison de l'usage de la violence par les libéraux d'Algérie (comme Albert Camus), par le Parti communiste algérien (où se trouvent à la fois des musulmans et des pieds-noirs) et même par les autres mouvements nationalistes algériens (MTLD de Messali Hadj, UDMA de Ferhat Abbas).
Il en va de même en métropole.
Pratiquement personne à ce moment, en dehors de ses auteurs, n'approuve donc l'opération du 1er novembre ; mais une fracture apparaît entre ceux qui estiment que la seule bonne réponse est la répression et ceux qui croient que des changements importants (politiques, économiques et sociaux) doivent avoir lieu rapidement en Algérie si on veut éviter le pire (parmi ces derniers : François Mauriac, Germaine Tillion, etc.).

## Les mesures adoptées

### Arrestations
Dans l'ensemble, les autorités françaises ne savent rien sur le FLN.
La répression s'attaque donc au groupe le plus suspect, le MTLD, qui est dissous le 5 novembre et dont un grand nombre de militants sont arrêtés (fin décembre, 2 000 arrestations en Algérie et en métropole). Dans le cadre de ces opérations, la police arrive à démanteler quelques cellules du FLN, mais dans la plupart des cas, elle a affaire à des personnes qui ne sont pas impliquées et qui n'approuvent pas, le plus souvent, l'insurrection (parmi les dirigeants : Moulay Merbah, messaliste, Benyoucef Benkhedda et Abderrahamane Kiouane, centralistes).
Ces mesures anti-MTLD sont d'ailleurs critiquées, entre autres, par le maire d'Alger, Jacques Chevallier.

### Mesures militaires
Assez vite, le gouvernement augmente les effectifs militaires de 56 000 à 83 000 hommes, en particulier avec des bataillons de la 25e division parachutiste (colonel Ducournau), puis des unités coloniales (goumiers et tirailleurs).
Les opérations militaires sont particulièrement dirigées sur l'Aurès « principal bastion de l'insurrection » en novembre et décembre. Malgré cela, la région n'est pas pacifiée, et la rébellion reprend en Kabylie en janvier 1955.

### Mesures politiques
Le 12 décembre 1954, François Mitterrand annonce à l'Assemblée algérienne un projet de réformes, présenté le 5 janvier 1955.
Le gouvernement nomme un nouveau gouverneur général, Jacques Soustelle, qui est très mal perçu par les tenants du statu quo.
Le gouvernement de Pierre Mendès France est renversé le 3 février 1955 sur sa politique algérienne. Malgré cela, la nomination de Soustelle est maintenue par son successeur Edgar Faure.

### Filmographie

#### Documentaires INA
- « Voyage de François Mitterrand dans l'Aurès » [vidéo], sur ina.fr, interview d'une habitante à propos des attentats du 1er novembre, JT 20 h du 29 novembre 1954
- « Reportage consacré à la guerre d'Algérie et à son début sanglant que l'on a appelé alors « La Toussaint rouge » » [vidéo], sur ina.fr, JT 20 h du 31 octobre 2004

#### Autres
- Résistantes, documentaire de Fatima Sissani, France-Suisse, 2019, 1 h 16 min (voir notice bibliographique du catalogue général de la BnF) Sorti en 2017 sous le titre Tes cheveux démêlés cachent une guerre de sept ans ; avec les témoignages d’Eveline Lavalette Safir, Zoulikha Bekaddour et Alice Cherki.